# Statfjord
Statfjord est le plus grand gisement pétrolier de la mer du Nord. Situé dans la région de Tampen (où se trouvent la plupart des grands gisements européens), il fut découvert en 1974 par Mobil et mis en production en 1979 avec une première plate-forme.

## Le gisement
Le gisement, en partie du côté britannique, la production était partagée sur la base de 85 % pour la Norvège et de 15 % pour le Royaume-Uni. Deux autres plates-formes entrèrent en service en 1982 et 1985. La plateforme Statfjord B (250 000 tonnes) a été à l'époque l'objet le plus lourd jamais déplacé par l'homme. En 1987, le gisement est racheté par Statoil et, la même année, il atteint le record absolu de production journalière pour un gisement d’Europe (hors Russie), avec 850 204 barils le 16 janvier 1987. Les plus grands gisements européens actuels produisent moins du tiers de cette valeur et sont tous en déclin, il semble donc impossible que ce record soit dépassé un jour. 
Depuis 2006, Statfjord est pratiquement épuisé, produisant moins du dixième de son record historique. Il est estimé que le gisement contenait initialement 5,22 Gbbl de pétrole. Environ 3,5 milliards de barils ont déjà été extrait, et quelques dizaines de millions devraient encore être produits, le taux de récupération final sera de près de 70 % du pétrole initialement en place, ce qui est tout à fait exceptionnel, même en mer du Nord. 
D’importantes modifications sont en cours sur l’infrastructure du gisement. Maintenant qu’il n’y a presque plus de pétrole récupérable, Statoil (devenu Equinor) a effet décidé de focaliser ses efforts sur l’extraction du gaz. Ainsi, le gisement devrait encore être exploité en 2020. Des petits gisements satellites ont été rattachés aux plates-formes construites pour lui, mais sont également largement épuisés maintenant.

## Les plateformes

### Statfjord A
La première des 3 plateformes a été mise en service le 24 novembre 1979. La partie supérieure représente 41 500 tonnes, la hauteur totale est de 270 mètres, et elle peut accueillir 206 personnes.

### Statfjord B
La deuxième des 3 plateformes a été mise en service le 5 novembre 1982. La partie supérieure représente 42 500 tonnes, la hauteur totale est de 271 mètres, et elle peut accueillir 228 personnes.

### Statfjord C
La troisième plateforme a été mise en service le 26 juin 1985.  La partie supérieure représente 50 000 tonnes, la hauteur totale est de 290 mètres, et elle peut accueillir 345 personnes.